# 羽石国臣
羽石 国臣（はねいし くにおみ、1975年1月6日 - ）は、日本の元スピードスケート選手で、競輪選手。

## 来歴
栃木県日光市出身。日光高校を経て日本大学へと進学。スケートに専念できる就職口がなかったため、大学卒業後は、地元・日光の鉄工所でアルバイトをしながら一人で練習を行なう。その後、三協精機製作所（現 日本電産サンキョー）に入社。
1998年12月の長野大会に、ISUワールドカップとして初参加し、500mで3位に入る。翌1999年3月に行われたローズビルの同大会・500mでは、長野オリンピック・500m銀メダリストのジェレミー・ウォザースプーン（2位）を破り優勝。
2001年の全日本スプリントスピードスケート選手権大会で総合3位に入り、清水宏保、武田豊樹、堀井学とともに、2002年のソルトレイクシティオリンピック・500mの日本代表として出場、12位となる。
所属する三協精機の業績不振によるスケート部予算縮小の煽りを受け、翌2003年に退社。黒岩敏幸が、2004年秋頃にコーチとなり、一時は2006年トリノオリンピック代表候補にまで名前が上がったものの、同大会には出場できず2006年5月にスピードスケートからの引退を表明した。
その後、日本競輪学校の入学条件に、年齢制限が撤廃されたことから競輪に転身。同校93期生として、西谷岳文や今井裕介らとともに2006年11月に入学し、翌2008年1月2日、ホームバンクの宇都宮競輪場でデビューし8着。同年1月4日の同場で初勝利を挙げた。2010年3月1日現在、A級2班に在籍。